# Sy Mann
Sy Mann (* 13. Juni 1920 in Binghamton; † 23. März 2001 in Miami) war ein US-amerikanischer Jazz- und Unterhaltungsmusiker (Piano, Arrangement, Komposition, auch Keyboards). Er spielte eines der ersten Synthesizeralben ein.

## Leben und Wirken
Mann der das absolute Gehör hatte, begann mit sechs Jahren mit dem Klavierspiel. Mit dreizehn Jahren war er der jüngste Sideman in den Unterhaltungskapellen der Catskill Mountains, wo er das Arrangieren und Fähigkeiten als Begleitmusiker erlernte. 1938 begann er sein Musikstudium an der die New York University, das er kriegsbedingt unterbrach. Er diente vier Jahre in der US-Armee, zuletzt im Rang eines Chief Warrant Officer als Leiter einer 55-köpfigen Infanterie-Band, die während des Zweiten Weltkriegs länger in Frankreich stationiert war. Nach seiner Rückkehr nach New York absolvierte er sein Bachelorstudium, um dann mit den Bigbands von Benny Goodman und Alvino Rey auf Tournee zu gehen.
Seit 1949 arbeitete er als Studiomusiker, zunächst beim Rundfunksender WNEW, wo er in der Bob Haymes Show tätig war und die Erkennungsmelodie des Senders arrangierte. 1953 wechselte er zum Columbia Broadcasting System, wo er viele Jahre als Sideman und Bandleader der Arthur Godfrey Show tätig war. Er spielte auch in der Ted Mack Amateur Hour und in den 1950er- und 1960er-Jahren in verschiedenen Seifenopern und Varietés.
Anschließend nahm Mann mit vielen Pop- und Jazzkünstlern auf, darunter Guy Mitchell (Heartaches by the Number, 1970), Melanie Safka (As I See It Now, 1975), Lew Davies (bei dem er 1961 Ondioline in „Strange Interlude“ spielte), Barbra Streisand, Lionel Hampton, Ruth Brown und Dick Hyman. 1960 wirkte er an den Bigbandalbum Per-cus-sive Jazz mit. Für das Billig-Label Pickwick nahm er 1969 das vermutlich erste Weihnachtsalbum mit dem Moog-Synthesizer, Switched-On Santa, auf. Er war ferner in der Produktion von Jingles aktiv und komponierte Musik für American Airlines und Polaroid. Mann setzte seine musikalischen Aktivitäten fort, nachdem er Ende der 1970er-Jahre nach Florida gezogen war, wo er im Ted Martin Orchester spielte.